# U-Bahnhof Kobylisy

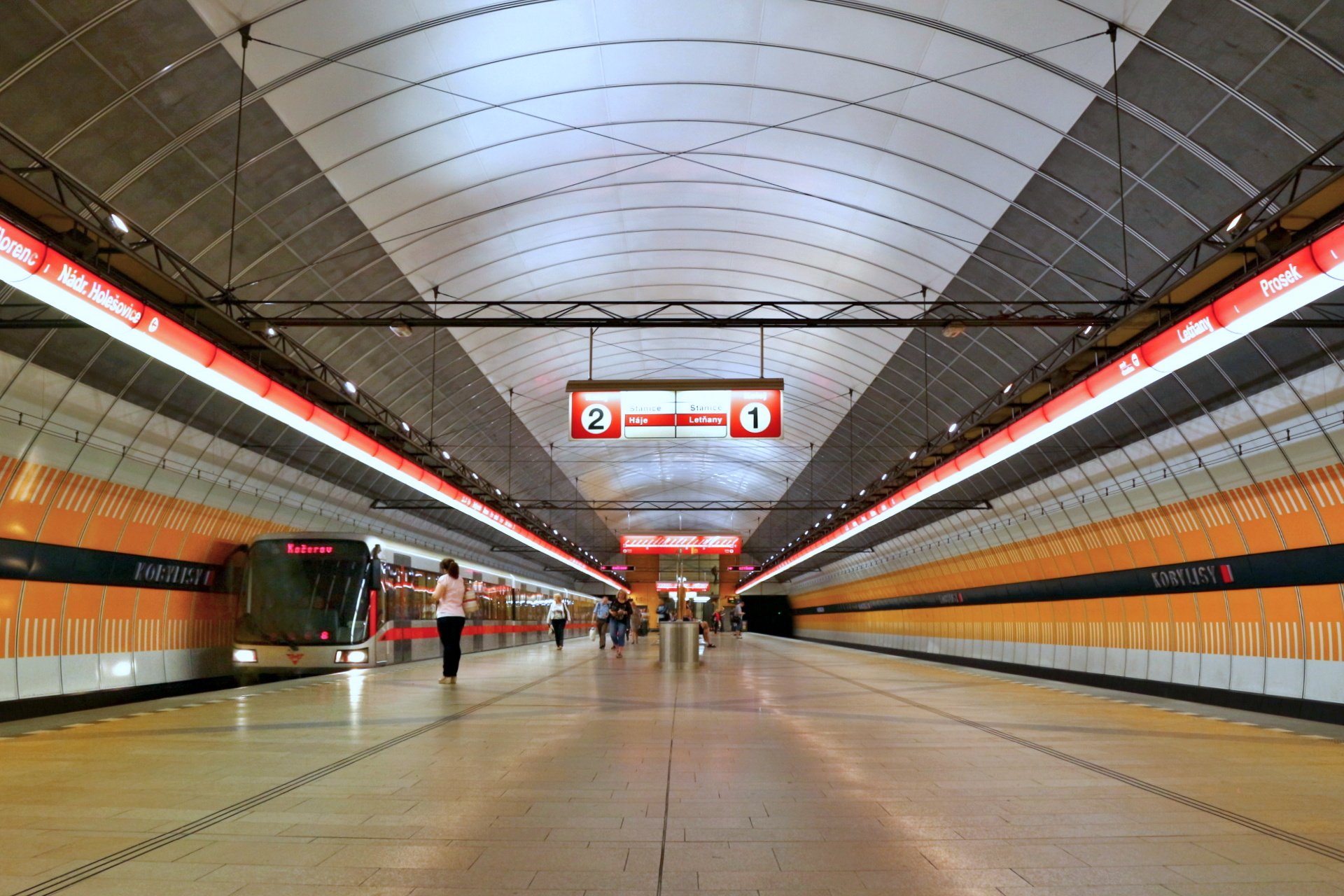
Die Bahnsteige der Station

Kobylisy ist ein U-Bahnhof der Prager Metrolinie C im gleichnamigen Stadtviertel des 8. Prager Verwaltungsbezirkes im Norden der tschechischen Hauptstadt Prag. Er befindet sich zwischen den Stationen Nádraží Holešovice und Ládví.
Der Bahnhof, der am 26. Juni 2004 in Betrieb ging, hat einen 100 Meter langen und 10,65 Meter breiten Bahnsteig, der sich im gleichen Tubus wie die Schienen befindet. Aus diesem führen zwei Ausgänge. Der östliche führt zur gleichnamigen Straßenbahnhaltestelle (bis 2004 unter der Bezeichnung Střelničná) in den oberen Zugangsbereich. Der westliche Ausgang führt auf den Marktplatz. Die Station liegt an der längsten Strecke zwischen zwei Stationen (Nádraží Holešovice – Kobylisy) der Prager Metro.